# رابی لاولر
رابی لاولر (انگلیسی: Robbie Lawler؛ زادهٔ ۲۰ مارس ۱۹۸۲) کاراته‌کا، ورزشکار هنرهای رزمی ترکیبی و کشتی‌گیر کشتی حرفه‌ای اهل ایالات متحده آمریکا است. وی از سال ۲۰۰۱ میلادی تاکنون مشغول فعالیت بوده‌است.
او به‌خاطر سبک مبارزه تهاجمی‌اش با نام مستعار "بی‌رحم" شناخته می‌شود, سه مسابقه قهرمانی لاولر، در برابر جانی هندریکس (در UFC 171، در سال 2014)، روری مک دونالد (در UFC 189، در سال 2015)، و کارلوس کاندیت (در UFC 195، در سال 2016) جوایز متعددی را برای اون به ارمغان آورد.